# Ludas Matyi
«Лу́даш Ма́ти» (венг. Ludas Matyi) — иллюстрированный литературно-художественный журнал сатиры и юмора, издававшийся в Венгерской Народной Республике с 1945 по 1992 год. В течение многих десятилетий был единственным в стране периодическим изданием такого рода.

## История

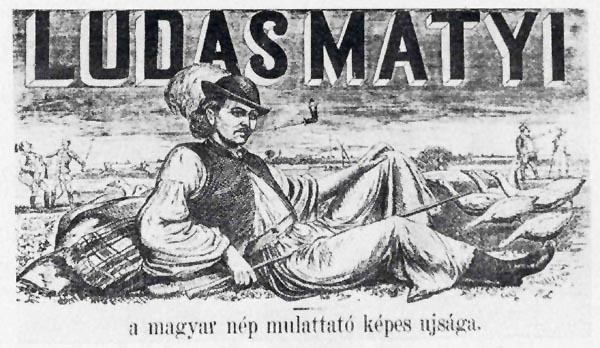
1867

Издавался с 20 мая 1945 года. Выходил еженедельно, на венгерском языке.
Первым главным редактором стал вернувшийся в Венгрию из СССР известный венгерский поэт, переводчик, драматург и общественный деятель Андор Габор (1884—1953).
Журнал носил имя Лудаша Мати (гусопаса Мати), героя известной венгерской сказки (изложенной в поэме Михая Фазекаша) — большого хитреца, победившего злого и коварного богача и выставившего его на посмешище всей деревни. Венгерский журналист и писатель Петер Фёльдеш вспоминал: «Когда искали название для нового сатирического журнала, будущие сотрудники — художники и литераторы — перепробовали более двухсот названий, но так и не пришли к общему мнению. Наконец решили показать весь список главному редактору Андору Габору. Внимательно посмотрев его, тот очень удивился: „Как! В этом списке нет имени Лудаша Мати! Немедленно впишите его — это и будет названием журнала!“».
Сатирический журнал с тем же названием уже выходил в XIX веке (1867—1872) в Австро-Венгрии (по некоторым данным, Андор Габор знал об этом). Тот журнал выходил до тех пор, пока на его страницах не появилась карикатура на императора Франца Иосифа. За это редактор издания Карой Месарош (1829—1879) был приговорён к двум годам тюрьмы.
В послевоенной Венгрии (1945), несмотря на дефицит бумаги, журнал сразу вышел очень большим, по венгерским меркам, тиражом и, начав с 200 000 экземпляров, достиг 650 000 (по одному на каждые двадцать жителей страны).
В журнале сотрудничали лучшие венгерские художники-карикатуристы (Иштван Легоцки, Балаж Балаж-Пири, Андраш Месарош, Дьёрдь Бреннер и другие) и журналисты-сатирики (Эфраим Кишон, Шандор Мараи), считавшие престижным для себя работать в этом журнале.
В 1947 году Венгрию покинул Лайош Зилахи, а в 1948 году — Мараи. В 1947 году главным редактором стал Силард Дарваш, в следующем году его сменил Бела Гадор, а ещё год спустя журнал снова возглавил Андор Габор. Последним редактором был венгерский журналист, юморист и конферансье Йожеф Аркуш (1930—1992), в 1976 году сменивший на этом посту знаменитого венгерского писателя, юмориста и публициста Ласло Таби (наст. имя Ласло Тауб, 1910—1989), редактировавшего журнал с 1957 года.
Выпуск журнала был приостановлен с 25 октября 1956 года по 21 февраля 1957 года во время Венгерских событий 1956 года. Возобновление журнала показало, что руководство Венгрии осознало его важность в официальной политической пропаганде.
Помимо собственно журнала, выпускались также ежемесячный Ludas Magazin и Ludas Matyi Évkönyve («Ежегодник»), в которых публиковались как лучшие работы авторов журнала, так и новые. Каждую весну выходили сборники Nyári örömök («Летние радости»), «обращённые к собирающимся в отпуск», а позже — «Экстра Лудаш» с лотереей и ценными призами. В 1985 году был начат выпуск «Малой библиотеки „Лудаш Мати“», а в 1986 году на Венгерском радио вышел цикл передач, знакомящих слушателей с историей издания, выходящими в нём значимыми произведениями, а также сотрудниками журнала.
Материалы журнала появлялись в советских периодических изданиях и, как рассказал пан Ведущий (Михаил Державин) популярной в СССР телепередачи «Кабачок 13 стульев», были инсценированы в этой передаче (в частности, рассказы Ласло Таби и Дьёрдя Микеша).
В 1987 году в издательстве «Советский художник» (серия «Мастера карикатуры социалистических стран») вышел альбом «У нас в гостях художники венгерского сатирического журнала „Лудаш Мати“», в котором были представлены работы таких карикатуристов, как Йожеф Барат, Балаж Балаж-Пири, Дьёрдь Бреннер (1939—1993), Дьёрдь Варнаи (1921—1991), Енё Даллош (1940—2021), Имре Дунаи (р. 1948), Иштван Креннер (р. 1948), Иштван Легоцки, Дьёрдь Фюлёп (1923—2010), Иштван Хегедюш (1932—2007), Ференц Шайдик (р. 1930) и Иштван Эндрёди (1920—1988).
В 1992 году журнал прекратил существование. В 1996—1999 годах юмористы Барна Радваньи (1929—2006) и Пал Петерди (1925—2000) ненадолго возобновили выпуск журнала. В 2007 году издатель журнала Ласло Длугопольски планировал возобновить выпуск «Лудаша Мати».
21 июня 2023 года журнал был перезапущен под названием «Лудаш Матьяш» (венг. Ludas Mátyás). Девиз обновлённого издания был «Потому что без смеха не обойтись» (венг. Mert nevetés nélkül nem megy). Было выпущено 11 номеров. 25 апреля 2024 года было объявлено о прекращении печатного выпуска издания из-за убыточности. Предполагается, что оно продолжит деятельность в интернете.

## Некоторые рубрики
- A hét híreiből («Из новостей недели») — рисованные комментарии карикатуриста Дьёрдя Фюлёпа
- A Ludas Matyi postájából («Из почты Лудаша Мати»)
- Csak úgy firkálgatok («Я просто пишу») — рассказы писательницы и журналистки, лауреата премии Аттилы Йожефа Клары Фехер (наст. имя Клара Вайсс; 1919—1996)
- Fekete humor («Чёрный юмор»)
- Hátha valaki nem ismeri («Может, кто-то не знает») — анекдоты
- Import Humor — карикатуры иностранных художников
- Kedves Ludas! («Дорогой Лудаш!») — письма читателей о различных проблемах
- Ludas Matyi emlékkönyvébe («Из книги памяти „Лудаша Мати“») — короткие юмористические рассказы известных писателей
- Mindenféle («Разное») — подборки афоризмов юмориста Ласло Фелеки (1909—1989)
- Rebusz («Ребус»)
- Szilánkok («Осколки») — подборки афоризмов и анекдотов юмориста Сильвестера Галамбоша (наст. имя Дьёрдь Глаттштайн; 1927—2018)
- Tribün («Трибуна») — спортивная рубрика
- Tücsök és bogár («Цикада и жук»; рубрику вёл писатель-юморист Пал Петерди) — курьёзы в печати и быту, аналог рубрики «Нарочно не придумаешь» в журнале «Крокодил»

Кроме того, в каждом номере на 11-й странице журнала печатались карикатуры (без слов) художников издания, объединённые общей темой. Позднее даже появилась специализированная рубрика — «11. oldal» («11-я страница»).

## Персонажи журнала
- Вильгельмина, олицетворение Федеративной республики Германии
- Джон Буль, олицетворение Великобритании
- Дядя Сэм, олицетворение США
- Иван и Джо (венг. Iván és Joe), советский и американский солдаты, персонажи карикатур художника Пала Пустаи (1919—1970)
- Тётя Вилма (венг. Vilma néni), персонаж карикатур художника Дьёрдя Бреннера, комментировавшая различные события
- Юцика (венг. Jucika), молодая женщина, персонаж комиксов Пала Пустаи. Впервые появилась на страницах издания Érdekes Újság («Интересная газета») в 1957 году. Два года спустя это издание слилось с журналом Ország-Világ («Страна и мир»), а Юцика «перешла» в «Лудаш Мати». Этому событию даже была посвящена карикатура, на которой Юцика встречается с главными героями журнала — гусопасом Мати и его гусем. Последний же выпуск комиксов о приключениях Юцики вышел в номере от 3 декабря 1970 года, уже после смерти Пустаи.